# Frank Cavey & Sons
Frank Cavey & Sons war ein Montagewerk für Kraftfahrzeuge und damit Teil der Automobilindustrie in Irland.

## Unternehmensgeschichte
Das Unternehmen hatte seinen Sitz in Dublin. Die älteste bekannte Erwähnung stammt von 1937. In dem Jahr begann die Montage von Automobilen. Am 3. November 1937 wurde das erste Fahrzeug ausgeliefert. Die Teile kamen von Jaguar Cars. Der Markenname lautete zunächst SS und nach dem Zweiten Weltkrieg Jaguar. Ab 1966 wurde der Vertrieb für Alfa Romeo von McCairns Motors übernommen. 1968 endete die Produktion. Ab 1970 gab es British Leyland Ireland, die kurz danach den Vertrieb für Jaguar übernahmen.
Es ist nicht bekannt, wann das Unternehmen aufgelöst wurde.

## Fahrzeuge
Von 1937 bis 1939 wurden zehn S.S. 1 ½ Litre montiert. Von 1948 bis 1950 waren es nochmal zwölf, diesmal Jaguar Mark IV genannt. Überliefert sind die Ausführungen als 1.5 Litre und 2.5 Litre. Von 1949 bis 1951 folgten 44 Jaguar Mark V. Von 1951 bis 1952 entstanden zwölf Sportwagen vom Typ Jaguar XK 120. Von 1952 bis 1955 gab es 116 Wagen des Typs Jaguar Mark VII. Der Jaguar Mark I wurde von 1956 bis 1958 in mindestens 32 Exemplaren montiert. Darauf folgte der Jaguar Mark 2.
1951 erreichte Cecil Vard mit einem Mark V aus irischer Fertigung mit dem irischen Kennzeichen ZE 7445 den dritten Platz bei der Rallye Monte Carlo. Maurice Cavey nahm ebenfalls mit einem solchen Fahrzeug an dieser Rallye teil.
Von den zwölf montierten XK 120 existieren noch einige.